# Oreolalax puxiongensis
Oreolalax puxiongensis là một loài lưỡng cư thuộc họ Megophryidae.
Đây là loài đặc hữu của Trung Quốc.
Môi trường sống tự nhiên của chúng là rừng ôn đới, vùng núi ẩm nhiệt đới hoặc cận nhiệt đới, sông ngòi, và đầm nước.
Chúng hiện đang bị đe dọa vì mất môi trường sống.